# Рядовка темно-сіра
Рядовка темно-сіра (Tricholoma portentosum (Fr.) Quél.) — їстівний гриб з родини трихоломових — Tricholomataceae.

## Будова
Шапка 3-10(12) см у діаметрі, тупо-конусоподібна, згодом опуклорозпростерта, з горбочком у центрі, з підгорнутим, пізніше опущеним краєм, сіра, різних відтінків, радіально темноволокниста, при зволоженні клейкувата, при підсиханні блискуча. Пластинки білі, з віком зеленувато-жовтуваті. Спорова маса біла. Спори 5-6 Х 4-5 мкм, гладенькі. Ніжка 4-10 Х 1-2 см, щільна, білувата, з часом кольору пластинок. М'якуш білуватий, у шапці під шкіркою темніший, у периферичній частині ніжки зеленувато-жовтуватий, із запахом борошна, приємний на смак.

## Поширення та середовище існування
В Україні росте переважно на Поліссі у соснових лісах, групами; у вересні — листопаді.

## Практичне використання
Добрий їстівний гриб. Використовують свіжим.